# Serie A de Ecuador 2021
El Campeonato Ecuatoriano de Fútbol 2021, llamado oficialmente «LigaPro Betcris 2021» por motivos de patrocinio, fue la sexagésima tercera (63.ª) edición de la Serie A del fútbol profesional ecuatoriano y la tercera (3.ª) bajo la denominación de LigaPro. El torneo fue organizado por la Liga Profesional de Fútbol del Ecuador y consistió en un sistema de 3 etapas. La primera y segunda etapa se desarrollaron con un sistema de todos contra todos, mientras que la tercera etapa consistió en una final ida y vuelta con los ganadores de cada etapa. Se otorgaron cuatro cupos para la Copa Libertadores 2022: campeón, subcampeón, primer y segundo mejor puntaje de la tabla general; y cuatro para la Copa Sudamericana 2022 que fueron del tercero al sexto mejor puntaje de la tabla general.
El campeón fue Independiente del Valle tras ganar la final al Club Sport Emelec por 4-2 en el marcador global; fue el primer título en la Serie A para los rayados del valle. Fue la segunda vez en la historia que El Nacional no participó en la Serie A tras haber descendido en la temporada anterior después de 41 años.

## Sistema de juego
El sistema de juego del Campeonato Nacional 2021 fue ratificado por parte de la LigaPro. Estuvo compuesto de 3 etapas, se jugó la misma modalidad con respecto a la temporada pasada.
El Campeonato Nacional de Fútbol Serie A 2021, según lo establecido, fue jugado por 16 equipos que se disputaron el título en tres etapas. En total se jugaron 30 fechas que iniciaron en febrero además de la final en caso de ser necesario.
La Primera etapa o Fase uno del campeonato consistió de 15 jornadas. La modalidad fue de todos contra todos; el equipo que terminó en el primer lugar clasificó a la final de campeonato y a la Copa Libertadores.
La Segunda etapa o Fase dos del campeonato consistió de 15 jornadas. La modalidad fue de todos contra todos; el equipo que terminó en el primer lugar clasificó a la final de campeonato y a la Copa Libertadores.
Los ganadores de las dos etapas jugaron una final ida y vuelta que sirvió para proclamar el «campeón nacional». Si un equipo ganaba las dos etapas se proclamaba campeón de manera directa.
Así mismo para la clasificación para los torneos internacionales se tomó en cuenta una tabla acumulada después de las 30 fechas y los cupos se repartieron de la siguiente manera: para la Copa Libertadores 2022 clasificaron el campeón como Ecuador 1, el subcampeón como Ecuador 2, el primer mejor ubicado de la tabla acumulada como Ecuador 3 y el segundo mejor ubicado de la tabla acumulada como Ecuador 4. Para la Copa Sudamericana 2022 clasificaron: el tercer mejor ubicado de la tabla acumulada como Ecuador 1, el cuarto mejor ubicado de la tabla acumulada como Ecuador 2, el quinto mejor ubicado de la tabla acumulada como Ecuador 3 y el último cupo a la Copa Sudamericana (Ecuador 4) iba a ser para el campeón, subcampeón o mejor ubicado de la Copa Ecuador 2021 que no hubiera clasificado a la Copa Libertadores o Copa Sudamericana, tras la cancelación del torneo el cupo Ecuador 4 pasó al sexto mejor ubicado de la tabla acumulada.
La pérdida de categoría fue para los equipos que ocuparon los dos últimos puestos en la tabla acumulada (30 jornadas) y jugaron en la Serie B en el 2022.

### Criterios de desempate
El orden de clasificación de los equipos al finalizar cada fase, se determinó en una tabla de cómputo general, de la siguiente manera:
- 1) Mayor cantidad de puntos.
- 2) Mayor diferencia de goles a favor; en caso de igualdad;
- 3) Mayor cantidad de goles convertidos; en caso de igualdad;
- 4) Mejor performance en los partidos que se enfrentaron entre sí en cada etapa; en caso de igualdad;
- 5) Sorteo público.

## Relevo anual de clubes
| Pos | Ascendidos de la Serie B |
| --- | ------------------------ |
| 1.º | 9 de Octubre             |
| 2.º | Manta                    |

| Pos  | Descendidos de la Serie A |
| ---- | ------------------------- |
| 15.º | Liga de Portoviejo        |
| 16.º | El Nacional               |

## Equipos participantes
| Nombre del club                       | Ciudad    | Entrenador            | Estadio                                    | Capacidad | Marca           | Patrocinador                                                   |
| ------------------------------------- | --------- | --------------------- | ------------------------------------------ | --------- | --------------- | -------------------------------------------------------------- |
| 9 de Octubre Fútbol Club              | Guayaquil | Juan Carlos León      | Modelo Alberto Spencer                     | 42 000    | Jasa Evolution  | Ver lista Pacific Dragon Fruit PDF S.A. GolTV Play Bridgestone |
| Sociedad Deportiva Aucas              | Quito     | Héctor Bidoglio       | Banco del Pacífico Gonzalo Pozo Ripalda    | 18 799    | Umbro           | San Francisco COAC Ltda.                                       |
| Barcelona Sporting Club               | Guayaquil | Fabián Bustos         | Monumental Banco Pichincha                 | 57 267    | Marathon Sports | Cerveza Pilsener                                               |
| Delfín Sporting Club                  | Manta     | Horacio Montemurro    | Jocay                                      | 22 000    | Baldo's         | Banco del Pacífico                                             |
| Club Deportivo Cuenca                 | Cuenca    | Guillermo Sanguinetti | Alejandro Serrano Aguilar Banco del Austro | 18 549    | Lotto           | Ver lista Banco del Austro Chubb Seguros                       |
| Club Sport Emelec                     | Guayaquil | Ismael Rescalvo       | Banco del Pacífico-Capwell                 | 39 000    | Adidas          | Tubos Pacífico                                                 |
| Guayaquil City Fútbol Club            | Guayaquil | Pool Gavilánez        | Christian Benítez Betancourt               | 10 152    | Astro           | San Francisco COAC Ltda.                                       |
| Club Independiente del Valle          | Sangolquí | Renato Paiva          | Banco Guayaquil                            | 12 000    | Marathon Sports | Ver lista Chery Banco Guayaquil                                |
| Liga Deportiva Universitaria de Quito | Quito     | Pablo Marini          | Rodrigo Paz Delgado                        | 41 575    | Puma            | Banco Pichincha                                                |
| Club Deportivo Macará                 | Ambato    | Paúl Vélez            | Bellavista                                 | 16 467    | Boman           | San Francisco COAC Ltda.                                       |
| Manta Fútbol Club                     | Manta     | Fabián Frías          | Jocay                                      | 22 000    | Astro           | Atún Isabel                                                    |
| Mushuc Runa Sporting Club             | Ambato    | Geovanny Cumbicus     | Mushuc Runa COAC                           | 8200      | Boman           | Mushuc Runa COAC                                               |
| Centro Deportivo Olmedo               | Riobamba  | Héctor González       | Fernando Guerrero Guerrero                 | 14 400    | Boman           | Ver lista Daquilema COAC GolTV Play                            |
| Orense Sporting Club                  | Machala   | Andrés García         | 9 de Mayo                                  | 16 456    | Elohim          | Ver lista Banco de Machala Interoc Incarpalm                   |
| Club Técnico Universitario            | Ambato    | José Hernández        | Bellavista                                 | 16 467    | Boman           | San Francisco COAC Ltda.                                       |
| Club Deportivo Universidad Católica   | Quito     | Miguel Rondelli       | Olímpico Atahualpa                         | 38 258    | Umbro           | Banco Pichincha                                                |

## Equipos por ubicación geográfica
| Provincia  | N.° | Equipos                                                                  |
| ---------- | --- | ------------------------------------------------------------------------ |
| Pichincha  | 4   | - Aucas - Liga de Quito - Universidad Católica - Independiente del Valle |
| Guayas     | 4   | - 9 de Octubre - Barcelona - Emelec - Guayaquil City                     |
| Tungurahua | 3   | - Macará - Mushuc Runa - Técnico Universitario                           |
| Manabí     | 2   | - Delfín - Manta                                                         |
| Azuay      | 1   | - Deportivo Cuenca                                                       |
| El Oro     | 1   | - Orense                                                                 |
| Chimborazo | 1   | - Olmedo                                                                 |

| Delfín Manta Deportivo Cuenca Independiente del Valle 9 de Octubre Barcelona Emelec Guayaquil City Universidad Católica Olmedo Liga de Quito Aucas Macará Mushuc Runa Técnico Universitario Orense |

## Cambio de entrenadores

### Primera etapa
| Equipo           | Pos. | Entrenador saliente | Último partido                               | Fecha | Entrenador sucesor    | Fecha debut | Ref.          |
| ---------------- | ---- | ------------------- | -------------------------------------------- | ----- | --------------------- | ----------- | ------------- |
| Aucas            | 10   | Darío Tempesta      | Aucas 3 : 4 Independiente del Valle          | 4.º   | Héctor Bidoglio       | 5.º         | [ 16 ] [ 17 ] |
| Deportivo Cuenca | 12   | Guillermo Duró      | Deportivo Cuenca 1 : 0 Técnico Universitario | 14.º  | Guillermo Sanguinetti | 15.º        | [ 18 ] [ 19 ] |
| Orense           | 14   | Patricio Lara       | Liga de Quito 2 : 1 Orense                   | 14.º  | Andrés García         | 15.º        | [ 20 ] [ 21 ] |
| Liga de Quito    | 7    | Pablo Repetto       | Liga de Quito 2 : 1 Orense                   | 14.º  | Pablo Marini          | 15.º        | [ 22 ] [ 23 ] |
| Olmedo           | 15   | Pablo Trobbiani     | Olmedo 1 : 1 Manta                           | 14.º  | César Ramos           | 15.º        | [ 24 ] [ 25 ] |

### Segunda etapa
| Equipo               | Pos. | Entrenador saliente | Último partido                         | Fecha | Entrenador sucesor | Fecha debut | Ref.          |
| -------------------- | ---- | ------------------- | -------------------------------------- | ----- | ------------------ | ----------- | ------------- |
| Delfín               | 10   | Paúl Vélez          | Delfín 1 : 1 Técnico Universitario     | 1.º   | Horacio Montemurro | 3.º         | [ 26 ] [ 27 ] |
| Olmedo               | 16   | César Ramos         | Liga de Quito 4 : 0 Olmedo             | 2.º   | Luis Espinel       | 3.º         | [ 28 ]        |
| Macará               | 15   | Eduardo Favaro      | Independiente del Valle 4 : 0 Macará   | 2.º   | Paúl Vélez         | 3.º         | [ 29 ] [ 30 ] |
| Olmedo               | 16   | Luis Espinel        | Deportivo Cuenca 5 : 0 Olmedo          | 8.º   | Nelson Brito       | 9.º         | [ 31 ] [ 32 ] |
| Universidad Católica | 4    | Santiago Escobar    | Universidad Católica 0 : 1 Mushuc Runa | 11.º  | Miguel Rondelli    | 12.º        | [ 33 ] [ 34 ] |
| Olmedo               | 16   | Nelson Brito        | Independiente del Valle 5 : 0 Olmedo   | 12.º  | Héctor González    | 13.°        | [ 35 ] [ 36 ] |

## Primera etapa

### Clasificación
| Pos. | Equipo                  | Pts. | PJ | G  | E | P | GF | GC | Dif. |  |
| ---- | ----------------------- | ---- | -- | -- | - | - | -- | -- | ---- |  |
| 1    | Emelec                  | 34   | 15 | 10 | 4 | 1 | 29 | 14 | +15  |  |
| 2    | Barcelona               | 31   | 15 | 9  | 4 | 2 | 31 | 13 | +18  |  |
| 3    | Independiente del Valle | 27   | 15 | 8  | 3 | 4 | 27 | 18 | +9   |  |
| 4    | Universidad Católica    | 25   | 15 | 7  | 4 | 4 | 29 | 18 | +11  |  |
| 5    | Mushuc Runa             | 25   | 15 | 7  | 4 | 4 | 29 | 21 | +8   |  |
| 6    | Liga de Quito           | 25   | 15 | 6  | 7 | 2 | 22 | 19 | +3   |  |
| 7    | Macará                  | 23   | 15 | 6  | 5 | 4 | 17 | 17 | 0    |  |
| 8    | 9 de Octubre            | 20   | 15 | 6  | 2 | 7 | 22 | 21 | +1   |  |
| 9    | Aucas                   | 19   | 15 | 5  | 4 | 6 | 27 | 26 | +1   |  |
| 10   | Delfín                  | 18   | 15 | 4  | 6 | 5 | 19 | 25 | −6   |  |
| 11   | Deportivo Cuenca        | 16   | 15 | 4  | 4 | 7 | 14 | 18 | −4   |  |
| 12   | Manta                   | 16   | 15 | 4  | 4 | 7 | 18 | 25 | −7   |  |
| 13   | Técnico Universitario   | 13   | 15 | 3  | 4 | 8 | 11 | 17 | −6   |  |
| 14   | Orense                  | 12   | 15 | 3  | 3 | 9 | 14 | 24 | −10  |  |
| 15   | Guayaquil City          | 10   | 15 | 2  | 4 | 9 | 11 | 30 | −19  |  |
| 16   | Olmedo                  | 9    | 15 | 2  | 6 | 7 | 13 | 27 | −14  |  |

 Fuente: LigaPro
Notas:
1. ↑  Olmedo fue sancionado con la pérdida de 3 puntos debido a un incumplimiento del club al no cancelar deudas pendientes.[37][38]

|  | Clasificado a la final de campeonato y a la Copa Libertadores 2022. |

### Evolución de la clasificación
| Jornada / Equipo        | 1  | 2  | 3  | 4  | 5  | 6  | 7  | 8  | 9  | 10 | 11 | 12 | 13 | 14 | 15 |
| Jornada / Equipo        |    |    |    |    |    |    |    |    |    |    |    |    |    |    |    |
| ----------------------- | -- | -- | -- | -- | -- | -- | -- | -- | -- | -- | -- | -- | -- | -- | -- |
| Emelec                  | 1  | 1  | 2  | 2  | 2  | 2  | 2  | 2  | 1  | 1  | 1  | 1  | 1  | 1  | 1  |
| Barcelona               | 7  | 2  | 1  | 1  | 1  | 1  | 1  | 1  | 2  | 2  | 2  | 2  | 2  | 2  | 2  |
| Independiente del Valle | 14 | 15 | 11 | 5  | 4  | 3  | 3  | 5  | 3  | 5  | 3  | 3  | 3  | 3  | 3  |
| Universidad Católica    | 2  | 3  | 6  | 7  | 5  | 5  | 8  | 10 | 8  | 7  | 7  | 7  | 6  | 5  | 4  |
| Mushuc Runa             | 13 | 10 | 12 | 6  | 9  | 10 | 6  | 3  | 4  | 3  | 4  | 4  | 4  | 6  | 5  |
| Liga de Quito           | 3  | 4  | 3  | 3  | 3  | 4  | 5  | 4  | 5  | 4  | 5  | 6  | 7  | 7  | 6  |
| Macará                  | 12 | 9  | 4  | 4  | 6  | 7  | 4  | 7  | 6  | 6  | 6  | 5  | 5  | 4  | 7  |
| 9 de Octubre            | 11 | 14 | 14 | 12 | 8  | 12 | 13 | 8  | 10 | 8  | 9  | 10 | 9  | 9  | 8  |
| Aucas                   | 4  | 7  | 7  | 10 | 10 | 6  | 9  | 11 | 11 | 12 | 13 | 11 | 10 | 10 | 9  |
| Delfín                  | 8  | 6  | 9  | 9  | 13 | 11 | 12 | 9  | 7  | 9  | 10 | 8  | 8  | 8  | 10 |
| Deportivo Cuenca        | 15 | 8  | 10 | 11 | 7  | 8  | 7  | 6  | 9  | 10 | 11 | 12 | 13 | 12 | 11 |
| Manta                   | 9  | 12 | 8  | 13 | 12 | 9  | 11 | 13 | 13 | 11 | 8  | 9  | 11 | 11 | 12 |
| Técnico Universitario   | 10 | 16 | 15 | 15 | 15 | 14 | 10 | 12 | 12 | 13 | 12 | 13 | 12 | 13 | 13 |
| Orense                  | 6  | 5  | 5  | 8  | 11 | 15 | 15 | 15 | 16 | 16 | 16 | 14 | 14 | 14 | 14 |
| Guayaquil City          | 5  | 11 | 13 | 14 | 14 | 13 | 14 | 14 | 14 | 14 | 15 | 16 | 16 | 16 | 15 |
| Olmedo                  | 16 | 13 | 16 | 16 | 16 | 16 | 16 | 16 | 15 | 15 | 14 | 15 | 15 | 15 | 16 |

| 1. 2. 3. 4. |

### Resultados
- Los horarios corresponden al huso horario de Ecuador: (UTC-5).

| Liga de Quito         | 4 - 2 | 9 de Octubre            | Rodrigo Paz Delgado        | 19 de febrero | 19:00     | GolTV     |
| Mushuc Runa           | 1 - 3 | Aucas                   | Mushuc Runa COAC           | 20 de febrero | 14:00     | GolTV     |
| Guayaquil City        | 3 - 1 | Macará                  | Christian Benítez          | 20 de febrero | 16:30     | GolTV     |
| Manta                 | 2 - 3 | Barcelona               | Jocay                      | 20 de febrero | 19:00     | GolTV     |
| Orense                | 2 - 0 | Independiente del Valle | 9 de Mayo                  | 21 de febrero | 13:00     | GolTV     |
| Técnico Universitario | 0 - 1 | Delfín                  | Bellavista                 | 21 de febrero | 15:30     | GolTV     |
| Emelec                | 4 - 1 | Deportivo Cuenca        | Banco del Pacífico-Capwell | 21 de febrero | 18:00     | GolTV     |
| Universidad Católica  | 3 - 0 | Olmedo                  | Cancelado                  | Cancelado     | Cancelado | Cancelado |

| Deportivo Cuenca     | 3 - 0 | Guayaquil City          | Alejandro Serrano Aguilar  | 26 de febrero | 19:00 | GolTV |
| Universidad Católica | 3 - 3 | Manta                   | Olímpico Atahualpa         | 27 de febrero | 14:00 | GolTV |
| Macará               | 3 - 1 | Independiente del Valle | Bellavista                 | 27 de febrero | 16:30 | GolTV |
| Aucas                | 2 - 3 | Emelec                  | Gonzalo Pozo Ripalda       | 27 de febrero | 19:00 | GolTV |
| 9 de Octubre         | 1 - 2 | Mushuc Runa             | Modelo Alberto Spencer     | 28 de febrero | 13:00 | GolTV |
| Olmedo               | 0 - 0 | Liga de Quito           | Fernando Guerrero          | 28 de febrero | 15:30 | GolTV |
| Barcelona            | 3 - 0 | Técnico Universitario   | Monumental Banco Pichincha | 28 de febrero | 18:00 | GolTV |
| Delfín               | 1 - 1 | Orense                  | Jocay                      | 1 de marzo    | 19:00 | GolTV |

| Independiente del Valle | 2 - 0 | Mushuc Runa          | Olímpico Atahualpa         | 5 de marzo | 19:00 | GolTV |
| Orense                  | 2 - 2 | Aucas                | 9 de Mayo                  | 6 de marzo | 15:00 | GolTV |
| Liga de Quito           | 2 - 1 | Universidad Católica | Rodrigo Paz Delgado        | 6 de marzo | 17:30 | GolTV |
| Emelec                  | 1 - 0 | Delfín               | Banco del Pacífico-Capwell | 6 de marzo | 20:00 | GolTV |
| Olmedo                  | 0 - 2 | Macará               | Fernando Guerrero          | 7 de marzo | 13:00 | GolTV |
| Manta                   | 1 - 0 | Deportivo Cuenca     | Jocay                      | 7 de marzo | 15:30 | GolTV |
| Guayaquil City          | 0 - 3 | Barcelona            | Christian Benítez          | 7 de marzo | 18:00 | GolTV |
| Técnico Universitario   | 0 - 0 | 9 de Octubre         | Bellavista                 | 8 de marzo | 19:00 | GolTV |

| Macará               | 1 - 1 | Emelec                  | Bellavista                 | 11 de marzo | 19:00 | GolTV |
| Deportivo Cuenca     | 2 - 2 | Liga de Quito           | Alejandro Serrano Aguilar  | 12 de marzo | 19:00 | GolTV |
| Universidad Católica | 1 - 1 | Técnico Universitario   | Olímpico Atahualpa         | 13 de marzo | 15:00 | GolTV |
| Delfín               | 1 - 1 | Guayaquil City          | Jocay                      | 13 de marzo | 17:30 | GolTV |
| Aucas                | 3 - 4 | Independiente del Valle | Gonzalo Pozo Ripalda       | 13 de marzo | 20:00 | GolTV |
| Mushuc Runa          | 4 - 2 | Manta                   | Mushuc Runa COAC           | 14 de marzo | 13:00 | GolTV |
| 9 de Octubre         | 2 - 0 | Olmedo                  | Modelo Alberto Spencer     | 14 de marzo | 15:30 | GolTV |
| Barcelona            | 2 - 0 | Orense                  | Monumental Banco Pichincha | 14 de marzo | 18:00 | GolTV |

| Técnico Universitario   | 0 - 0 | Olmedo               | Bellavista                 | 19 de marzo | 19:00 | GolTV |
| Mushuc Runa             | 0 - 0 | Macará               | Mushuc Runa COAC           | 20 de marzo | 13:00 | GolTV |
| Independiente del Valle | 2 - 0 | Delfín               | Banco Guayaquil            | 20 de marzo | 15:30 | GolTV |
| Liga de Quito           | 2 - 2 | Barcelona            | Rodrigo Paz Delgado        | 20 de marzo | 18:30 | GolTV |
| Manta                   | 1 - 1 | Aucas                | Jocay                      | 21 de marzo | 13:00 | GolTV |
| Guayaquil City          | 1 - 2 | Universidad Católica | Christian Benítez          | 21 de marzo | 15:30 | GolTV |
| Emelec                  | 0 - 1 | 9 de Octubre         | Banco del Pacífico-Capwell | 21 de marzo | 18:00 | GolTV |
| Deportivo Cuenca        | 1 - 0 | Orense               | Alejandro Serrano Aguilar  | 22 de marzo | 19:00 | GolTV |

| Universidad Católica  | 1 - 1 | Macará                  | Olímpico Atahualpa         | 1 de abril | 17:30 | GolTV |
| Olmedo                | 2 - 3 | Emelec                  | Fernando Guerrero          | 1 de abril | 20:00 | GolTV |
| Delfín                | 1 - 1 | Deportivo Cuenca        | Jocay                      | 3 de abril | 12:15 | GolTV |
| Liga de Quito         | 0 - 0 | Mushuc Runa             | Rodrigo Paz Delgado        | 3 de abril | 14:30 | GolTV |
| Barcelona             | 2 - 2 | Independiente del Valle | Monumental Banco Pichincha | 3 de abril | 17:00 | GolTV |
| Orense                | 0 - 1 | Manta                   | 9 de Mayo                  | 4 de abril | 12:15 | GolTV |
| 9 de Octubre          | 1 - 3 | Aucas                   | Modelo Alberto Spencer     | 4 de abril | 14:30 | GolTV |
| Técnico Universitario | 3 - 0 | Guayaquil City          | Bellavista                 | 4 de abril | 17:00 | GolTV |

| Aucas                   | 3 - 3 | Delfín                | Gonzalo Pozo Ripalda       | 31 de marzo | 15:00 | GolTV |
| Guayaquil City          | 4 - 1 | Orense                | Christian Benítez          | 31 de marzo | 17:30 | GolTV |
| Mushuc Runa             | 4 - 0 | Olmedo                | Mushuc Runa COAC           | 8 de abril  | 14:30 | GolTV |
| Deportivo Cuenca        | 1 - 0 | Barcelona             | Alejandro Serrano Aguilar  | 8 de abril  | 17:00 | GolTV |
| Manta                   | 0 - 2 | Técnico Universitario | Jocay                      | 9 de abril  | 17:00 | GolTV |
| Macará                  | 3 - 2 | 9 de Octubre          | Bellavista                 | 10 de abril | 14:30 | GolTV |
| Emelec                  | 1 - 1 | Liga de Quito         | Banco del Pacífico-Capwell | 10 de abril | 17:00 | GolTV |
| Independiente del Valle | 2 - 3 | Universidad Católica  | Banco Guayaquil            | 10 de julio | 17:00 | GolTV |

| Técnico Universitario | 0 - 2 | Independiente del Valle | Bellavista                 | 31 de marzo | 20:00 | GolTV |
| Orense                | 0 - 2 | Mushuc Runa             | 9 de Mayo                  | 12 de abril | 14:30 | GolTV |
| Barcelona             | 3 - 0 | Aucas                   | Monumental Banco Pichincha | 12 de abril | 17:00 | GolTV |
| 9 de Octubre          | 4 - 0 | Guayaquil City          | Modelo Alberto Spencer     | 13 de abril | 14:30 | GolTV |
| Olmedo                | 2 - 2 | Deportivo Cuenca        | Fernando Guerrero          | 13 de abril | 17:00 | GolTV |
| Delfín                | 2 - 0 | Macará                  | Jocay                      | 14 de abril | 12:15 | GolTV |
| Liga de Quito         | 1 - 0 | Manta                   | Rodrigo Paz Delgado        | 14 de abril | 14:30 | GolTV |
| Universidad Católica  | 2 - 3 | Emelec                  | Olímpico Atahualpa         | 14 de abril | 17:00 | GolTV |

| Mushuc Runa             | 2 - 2 | Barcelona             | Bellavista                 | 16 de abril | 19:00 | GolTV |
| Macará                  | 1 - 0 | Orense                | Bellavista                 | 17 de abril | 15:00 | GolTV |
| Aucas                   | 1 - 3 | Olmedo                | Gonzalo Pozo Ripalda       | 17 de abril | 17:30 | GolTV |
| Guayaquil City          | 2 - 2 | Liga de Quito         | Christian Benítez          | 17 de abril | 20:00 | GolTV |
| Deportivo Cuenca        | 0 - 1 | Universidad Católica  | Alejandro Serrano Aguilar  | 18 de abril | 13:00 | GolTV |
| Independiente del Valle | 2 - 1 | 9 de Octubre          | Banco Guayaquil            | 18 de abril | 15:30 | GolTV |
| Emelec                  | 2 - 0 | Técnico Universitario | Banco del Pacífico-Capwell | 18 de abril | 18:00 | GolTV |
| Manta                   | 1 - 2 | Delfín                | Jocay                      | 19 de abril | 19:00 | GolTV |

| Universidad Católica  | 1 - 1 | Aucas                   | Olímpico Atahualpa         | 1 de mayo | 13:00 | GolTV |
| 9 de Octubre          | 2 - 1 | Deportivo Cuenca        | Modelo Alberto Spencer     | 1 de mayo | 15:30 | GolTV |
| Liga de Quito         | 2 - 1 | Macará                  | Rodrigo Paz Delgado        | 1 de mayo | 18:00 | GolTV |
| Barcelona             | 2 - 1 | Delfín                  | Monumental Banco Pichincha | 1 de mayo | 20:30 | GolTV |
| Técnico Universitario | 1 - 3 | Mushuc Runa             | Bellavista                 | 2 de mayo | 13:00 | GolTV |
| Orense                | 2 - 3 | Emelec                  | 9 de Mayo                  | 2 de mayo | 15:30 | GolTV |
| Manta                 | 2 - 1 | Independiente del Valle | Jocay                      | 2 de mayo | 18:00 | GolTV |
| Olmedo                | 0 - 0 | Guayaquil City          | Fernando Guerrero          | 3 de mayo | 19:00 | GolTV |

| Macará                  | 1 - 0 | Deportivo Cuenca      | Bellavista                 | 7 de mayo   | 19:00 | GolTV |
| Orense                  | 3 - 1 | 9 de Octubre          | 9 de Mayo                  | 8 de mayo   | 13:00 | GolTV |
| Independiente del Valle | 3 - 1 | Liga de Quito         | Banco Guayaquil            | 8 de mayo   | 15:30 | GolTV |
| Mushuc Runa             | 2 - 6 | Universidad Católica  | Mushuc Runa COAC           | 9 de mayo   | 13:00 | GolTV |
| Delfín                  | 2 - 4 | Olmedo                | Jocay                      | 9 de mayo   | 15:30 | GolTV |
| Aucas                   | 0 - 2 | Técnico Universitario | Gonzalo Pozo Ripalda       | 9 de mayo   | 18:00 | GolTV |
| Guayaquil City          | 0 - 3 | Manta                 | Christian Benítez          | 10 de mayo  | 19:00 | GolTV |
| Barcelona               | 1 - 1 | Emelec                | Monumental Banco Pichincha | 10 de julio | 17:00 | GolTV |

| Deportivo Cuenca      | 1 - 2 | Mushuc Runa             | Alejandro Serrano Aguilar  | 14 de mayo | 19:00 | GolTV |
| Olmedo                | 1 - 3 | Independiente del Valle | Fernando Guerrero          | 15 de mayo | 14:00 | GolTV |
| Universidad Católica  | 0 - 1 | Delfín                  | Olímpico Atahualpa         | 15 de mayo | 16:30 | GolTV |
| Emelec                | 1 - 0 | Guayaquil City          | Banco del Pacífico-Capwell | 15 de mayo | 19:00 | GolTV |
| Manta                 | 1 - 1 | Macará                  | Jocay                      | 16 de mayo | 14:00 | GolTV |
| Liga de Quito         | 1 - 3 | Aucas                   | Rodrigo Paz Delgado        | 16 de mayo | 16:30 | GolTV |
| 9 de Octubre          | 0 - 1 | Barcelona               | Modelo Alberto Spencer     | 16 de mayo | 19:00 | GolTV |
| Técnico Universitario | 1 - 2 | Orense                  | Bellavista                 | 17 de mayo | 19:00 | GolTV |

| 9 de Octubre            | 2 - 0 | Manta                 | Modelo Alberto Spencer     | 21 de mayo | 19:00 | GolTV |
| Orense                  | 0 - 3 | Universidad Católica  | 9 de Mayo                  | 22 de mayo | 13:00 | GolTV |
| Independiente del Valle | 3 - 0 | Guayaquil City        | Banco Guayaquil            | 22 de mayo | 15:30 | GolTV |
| Mushuc Runa             | 1 - 2 | Emelec                | Bellavista                 | 22 de mayo | 18:00 | GolTV |
| Aucas                   | 2 - 0 | Deportivo Cuenca      | Gonzalo Pozo Ripalda       | 23 de mayo | 14:00 | GolTV |
| Delfín                  | 1 - 1 | Liga de Quito         | Jocay                      | 23 de mayo | 16:30 | GolTV |
| Barcelona               | 4 - 0 | Olmedo                | Monumental Banco Pichincha | 23 de mayo | 19:00 | GolTV |
| Macará                  | 1 - 1 | Técnico Universitario | Bellavista                 | 24 de mayo | 19:00 | GolTV |

| Olmedo               | 1 - 1 | Manta                   | Fernando Guerrero          | 28 de mayo | 19:00 | GolTV |
| Delfín               | 2 - 2 | 9 de Octubre            | Jocay                      | 29 de mayo | 14:00 | GolTV |
| Guayaquil City       | 0 - 0 | Mushuc Runa             | Christian Benítez          | 29 de mayo | 16:30 | GolTV |
| Deportivo Cuenca     | 1 - 0 | Técnico Universitario   | Alejandro Serrano Aguilar  | 29 de mayo | 19:00 | GolTV |
| Macará               | 1 - 0 | Aucas                   | Bellavista                 | 30 de mayo | 13:30 | GolTV |
| Liga de Quito        | 2 - 1 | Orense                  | Rodrigo Paz Delgado        | 30 de mayo | 16:00 | GolTV |
| Universidad Católica | 2 - 0 | Barcelona               | Olímpico Atahualpa         | 30 de mayo | 19:00 | GolTV |
| Emelec               | 0 - 0 | Independiente del Valle | Banco del Pacífico-Capwell | 30 de mayo | 19:00 | GolTV |

| Técnico Universitario   | 0 - 1 | Liga de Quito        | Bellavista                 | 16 de julio | 19:00 | GolTV |
| Mushuc Runa             | 6 - 1 | Delfín               | Mushuc Runa COAC           | 17 de julio | 12:30 | GolTV |
| Orense                  | 0 - 0 | Olmedo               | 9 de Mayo                  | 17 de julio | 15:00 | GolTV |
| Aucas                   | 3 - 0 | Guayaquil City       | Gonzalo Pozo Ripalda       | 17 de julio | 17:30 | GolTV |
| Independiente del Valle | 0 - 0 | Deportivo Cuenca     | Banco Guayaquil            | 17 de julio | 20:00 | GolTV |
| Manta                   | 0 - 4 | Emelec               | Jocay                      | 18 de julio | 15:30 | GolTV |
| Barcelona               | 3 - 0 | Macará               | Monumental Banco Pichincha | 18 de julio | 15:30 | GolTV |
| 9 de Octubre            | 1 - 0 | Universidad Católica | Modelo Alberto Spencer     | 19 de julio | 19:00 | GolTV |

## Segunda etapa

### Clasificación
| Pos. | Equipo                  | Pts. | PJ | G  | E | P  | GF | GC | Dif. |  |
| ---- | ----------------------- | ---- | -- | -- | - | -- | -- | -- | ---- |  |
| 1    | Independiente del Valle | 34   | 15 | 10 | 4 | 1  | 29 | 9  | +20  |  |
| 2    | Emelec                  | 30   | 15 | 9  | 3 | 3  | 30 | 15 | +15  |  |
| 3    | 9 de Octubre            | 30   | 15 | 9  | 3 | 3  | 25 | 17 | +8   |  |
| 4    | Universidad Católica    | 29   | 15 | 8  | 5 | 2  | 25 | 15 | +10  |  |
| 5    | Liga de Quito           | 23   | 15 | 6  | 5 | 4  | 27 | 22 | +5   |  |
| 6    | Delfín                  | 22   | 15 | 6  | 4 | 5  | 25 | 20 | +5   |  |
| 7    | Técnico Universitario   | 22   | 15 | 5  | 7 | 3  | 13 | 9  | +4   |  |
| 8    | Aucas                   | 20   | 15 | 5  | 5 | 5  | 20 | 17 | +3   |  |
| 9    | Barcelona               | 20   | 15 | 6  | 2 | 7  | 20 | 20 | 0    |  |
| 10   | Guayaquil City          | 20   | 15 | 6  | 2 | 7  | 16 | 18 | −2   |  |
| 11   | Orense                  | 19   | 15 | 4  | 7 | 4  | 14 | 13 | +1   |  |
| 12   | Deportivo Cuenca        | 16   | 15 | 4  | 4 | 7  | 25 | 24 | +1   |  |
| 13   | Mushuc Runa             | 16   | 15 | 4  | 4 | 7  | 12 | 21 | −9   |  |
| 14   | Macará                  | 13   | 15 | 3  | 4 | 8  | 18 | 29 | −11  |  |
| 15   | Manta                   | 12   | 15 | 2  | 6 | 7  | 11 | 21 | −10  |  |
| 16   | Olmedo                  | 1    | 15 | 0  | 1 | 14 | 9  | 49 | −40  |  |

 Fuente: LigaPro
|  | Clasificado a la final de campeonato y a la Copa Libertadores 2022. |

### Evolución de la clasificación
| Jornada / Equipo        | 1  | 2  | 3  | 4  | 5  | 6  | 7  | 8  | 9  | 10 | 11 | 12 | 13 | 14 | 15 |
| Jornada / Equipo        |    |    |    |    |    |    |    |    |    |    |    |    |    |    |    |
| ----------------------- | -- | -- | -- | -- | -- | -- | -- | -- | -- | -- | -- | -- | -- | -- | -- |
| Independiente del Valle | 5  | 1  | 1  | 1  | 1  | 1  | 1  | 1  | 1  | 1  | 1  | 1  | 1  | 1  | 1  |
| Emelec                  | 6  | 6  | 4  | 2  | 2  | 2  | 2  | 2  | 5  | 3  | 2  | 2  | 2  | 3  | 2  |
| 9 de Octubre            | 1  | 2  | 5  | 3  | 3  | 6  | 5  | 4  | 3  | 5  | 3  | 3  | 3  | 2  | 3  |
| Universidad Católica    | 2  | 3  | 3  | 6  | 5  | 4  | 6  | 5  | 4  | 2  | 4  | 4  | 4  | 4  | 4  |
| Liga de Quito           | 15 | 7  | 7  | 7  | 7  | 5  | 3  | 3  | 2  | 4  | 5  | 6  | 6  | 6  | 5  |
| Delfín                  | 10 | 9  | 12 | 13 | 13 | 10 | 12 | 10 | 10 | 7  | 6  | 7  | 7  | 8  | 6  |
| Técnico Universitario   | 8  | 12 | 8  | 9  | 10 | 11 | 10 | 12 | 11 | 10 | 9  | 9  | 8  | 5  | 7  |
| Aucas                   | 9  | 8  | 9  | 11 | 8  | 8  | 8  | 9  | 8  | 11 | 10 | 5  | 5  | 7  | 8  |
| Barcelona               | 4  | 4  | 2  | 5  | 6  | 7  | 7  | 7  | 6  | 8  | 8  | 11 | 9  | 9  | 9  |
| Guayaquil City          | 3  | 5  | 6  | 4  | 4  | 3  | 4  | 6  | 9  | 6  | 7  | 8  | 10 | 10 | 10 |
| Orense                  | 11 | 10 | 13 | 8  | 9  | 9  | 9  | 8  | 7  | 9  | 11 | 10 | 12 | 11 | 11 |
| Deportivo Cuenca        | 7  | 11 | 14 | 14 | 14 | 14 | 11 | 13 | 13 | 14 | 13 | 13 | 11 | 13 | 12 |
| Mushuc Runa             | 12 | 13 | 10 | 10 | 11 | 12 | 13 | 11 | 12 | 12 | 12 | 12 | 13 | 12 | 13 |
| Macará                  | 13 | 15 | 11 | 12 | 12 | 13 | 14 | 14 | 14 | 13 | 14 | 15 | 15 | 15 | 14 |
| Manta                   | 14 | 14 | 15 | 15 | 15 | 15 | 15 | 15 | 15 | 15 | 15 | 14 | 14 | 14 | 15 |
| Olmedo                  | 16 | 16 | 16 | 16 | 16 | 16 | 16 | 16 | 16 | 16 | 16 | 16 | 16 | 16 | 16 |

| 1. |

### Resultados
- Los horarios corresponden al huso horario de Ecuador: (UTC-5).

| Aucas                   | 1 - 1 | Mushuc Runa           | Gonzalo Pozo Ripalda       | 23 de julio | 19:00 | GolTV |
| Olmedo                  | 0 - 3 | Universidad Católica  | Fernando Guerrero          | 24 de julio | 15:00 | GolTV |
| Macará                  | 0 - 2 | Guayaquil City        | Bellavista                 | 24 de julio | 17:30 | GolTV |
| Deportivo Cuenca        | 0 - 1 | Emelec                | Alejandro Serrano Aguilar  | 24 de julio | 20:00 | GolTV |
| Independiente del Valle | 3 - 2 | Orense                | Banco Guayaquil            | 25 de julio | 14:00 | GolTV |
| 9 de Octubre            | 4 - 1 | Liga de Quito         | Modelo Alberto Spencer     | 25 de julio | 16:30 | GolTV |
| Barcelona               | 2 - 0 | Manta                 | Monumental Banco Pichincha | 25 de julio | 19:00 | GolTV |
| Delfín                  | 1 - 1 | Técnico Universitario | Jocay                      | 26 de julio | 19:00 | GolTV |

| Manta                   | 0 - 1 | Universidad Católica | Jocay                      | 30 de julio | 19:00 | GolTV |
| Mushuc Runa             | 1 - 2 | 9 de Octubre         | Mushuc Runa COAC           | 31 de julio | 14:00 | GolTV |
| Guayaquil City          | 2 - 1 | Deportivo Cuenca     | Christian Benítez          | 31 de julio | 16:30 | GolTV |
| Técnico Universitario   | 1 - 2 | Barcelona            | Bellavista                 | 31 de julio | 19:00 | GolTV |
| Orense                  | 2 - 2 | Delfín               | 9 de Mayo                  | 1 de agosto | 14:00 | GolTV |
| Independiente del Valle | 4 - 0 | Macará               | Banco Guayaquil            | 1 de agosto | 16:30 | GolTV |
| Emelec                  | 2 - 2 | Aucas                | Banco del Pacífico-Capwell | 1 de agosto | 19:00 | GolTV |
| Liga de Quito           | 4 - 0 | Olmedo               | Rodrigo Paz Delgado        | 2 de agosto | 19:00 | GolTV |

| Deportivo Cuenca     | 1 - 0 | Manta                   | Alejandro Serrano Aguilar  | 6 de agosto | 19:00 | GolTV |
| Mushuc Runa          | 0 - 2 | Independiente del Valle | Mushuc Runa COAC           | 7 de agosto | 15:00 | GolTV |
| Universidad Católica | 2 - 2 | Liga de Quito           | Olímpico Atahualpa         | 7 de agosto | 17:30 | GolTV |
| Barcelona            | 2 - 1 | Guayaquil City          | Monumental Banco Pichincha | 7 de agosto | 20:00 | GolTV |
| Aucas                | 0 - 0 | Orense                  | Gonzalo Pozo Ripalda       | 8 de agosto | 14:00 | GolTV |
| 9 de Octubre         | 0 - 1 | Técnico Universitario   | Modelo Alberto Spencer     | 8 de agosto | 16:30 | GolTV |
| Delfín               | 1 - 2 | Emelec                  | Jocay                      | 8 de agosto | 19:00 | GolTV |
| Macará               | 3 - 2 | Olmedo                  | Bellavista                 | 9 de agosto | 19:00 | GolTV |

| Técnico Universitario   | 1 - 1 | Universidad Católica | Bellavista                 | 13 de agosto | 19:00 | GolTV |
| Independiente del Valle | 1 - 0 | Aucas                | Banco Guayaquil            | 14 de agosto | 15:00 | GolTV |
| Guayaquil City          | 2 - 1 | Delfín               | Christian Benítez          | 14 de agosto | 17:30 | GolTV |
| Emelec                  | 3 - 0 | Macará               | Banco del Pacífico-Capwell | 14 de agosto | 20:00 | GolTV |
| Manta                   | 0 - 0 | Mushuc Runa          | Jocay                      | 15 de agosto | 13:00 | GolTV |
| Orense                  | 1 - 0 | Barcelona            | 9 de Mayo                  | 15 de agosto | 15:30 | GolTV |
| Liga de Quito           | 3 - 3 | Deportivo Cuenca     | Rodrigo Paz Delgado        | 15 de agosto | 18:00 | GolTV |
| Olmedo                  | 1 - 2 | 9 de Octubre         | Fernando Guerrero          | 16 de agosto | 19:00 | GolTV |

| Macará               | 1 - 1 | Mushuc Runa             | Bellavista                 | 20 de agosto | 19:00 | GolTV |
| Olmedo               | 0 - 0 | Técnico Universitario   | Fernando Guerrero          | 21 de agosto | 15:00 | GolTV |
| Universidad Católica | 1 - 1 | Guayaquil City          | Olímpico Atahualpa         | 21 de agosto | 17:30 | GolTV |
| 9 de Octubre         | 2 - 2 | Emelec                  | Modelo Alberto Spencer     | 21 de agosto | 20:00 | GolTV |
| Orense               | 1 - 1 | Deportivo Cuenca        | 9 de Mayo                  | 22 de agosto | 14:00 | GolTV |
| Aucas                | 3 - 0 | Manta                   | Gonzalo Pozo Ripalda       | 22 de agosto | 16:30 | GolTV |
| Delfín               | 0 - 0 | Independiente del Valle | Jocay                      | 22 de agosto | 19:00 | GolTV |
| Barcelona            | 0 - 2 | Liga de Quito           | Monumental Banco Pichincha | 23 de agosto | 19:00 | GolTV |

| Emelec                  | 4 - 0 | Olmedo                | Banco del Pacífico-Capwell | 27 de agosto | 19:00 | GolTV |
| Aucas                   | 1 - 1 | 9 de Octubre          | Gonzalo Pozo Ripalda       | 28 de agosto | 15:00 | GolTV |
| Manta                   | 0 - 0 | Orense                | Jocay                      | 28 de agosto | 17:30 | GolTV |
| Mushuc Runa             | 1 - 3 | Liga de Quito         | Bellavista                 | 28 de agosto | 20:00 | GolTV |
| Guayaquil City          | 1 - 0 | Técnico Universitario | Christian Benítez          | 29 de agosto | 14:00 | GolTV |
| Macará                  | 1 - 2 | Universidad Católica  | Bellavista                 | 29 de agosto | 16:30 | GolTV |
| Independiente del Valle | 1 - 0 | Barcelona             | Banco Guayaquil            | 29 de agosto | 19:00 | GolTV |
| Deportivo Cuenca        | 2 - 3 | Delfín                | Alejandro Serrano Aguilar  | 30 de agosto | 19:00 | GolTV |

| Universidad Católica  | 1 - 3 | Independiente del Valle | Olímpico Atahualpa         | 13 de septiembre | 19:00 | GolTV |
| Barcelona             | 3 - 2 | Deportivo Cuenca        | Monumental Banco Pichincha | 17 de septiembre | 19:00 | GolTV |
| Orense                | 2 - 0 | Guayaquil City          | 9 de Mayo                  | 18 de septiembre | 15:00 | GolTV |
| Delfín                | 1 - 2 | Aucas                   | Jocay                      | 18 de septiembre | 17:30 | GolTV |
| 9 de Octubre          | 1 - 1 | Macará                  | Modelo Alberto Spencer     | 18 de septiembre | 20:00 | GolTV |
| Olmedo                | 2 - 5 | Mushuc Runa             | Fernando Guerrero          | 19 de septiembre | 14:00 | GolTV |
| Técnico Universitario | 0 - 0 | Manta                   | Bellavista                 | 19 de septiembre | 16:30 | GolTV |
| Liga de Quito         | 3 - 2 | Emelec                  | Rodrigo Paz Delgado        | 19 de septiembre | 19:00 | GolTV |

| Independiente del Valle | 1 - 1 | Técnico Universitario | Banco Guayaquil            | 24 de septiembre | 19:00 | GolTV |
| Mushuc Runa             | 0 - 0 | Orense                | Mushuc Runa COAC           | 25 de septiembre | 15:00 | GolTV |
| Guayaquil City          | 0 - 1 | 9 de Octubre          | Christian Benítez          | 25 de septiembre | 17:30 | GolTV |
| Manta                   | 2 - 2 | Liga de Quito         | Jocay                      | 25 de septiembre | 20:00 | GolTV |
| Deportivo Cuenca        | 5 - 0 | Olmedo                | Alejandro Serrano Aguilar  | 26 de septiembre | 14:00 | GolTV |
| Macará                  | 2 - 3 | Delfín                | Bellavista                 | 26 de septiembre | 16:30 | GolTV |
| Emelec                  | 2 - 2 | Universidad Católica  | Banco del Pacífico-Capwell | 26 de septiembre | 19:00 | GolTV |
| Aucas                   | 1 - 0 | Barcelona             | Gonzalo Pozo Ripalda       | 27 de octubre    | 19:00 | GolTV |

| Universidad Católica  | 3 - 2 | Deportivo Cuenca        | Olímpico Atahualpa         | 1 de octubre | 19:00 | GolTV |
| Orense                | 2 - 1 | Macará                  | 9 de Mayo                  | 2 de octubre | 15:00 | GolTV |
| 9 de Octubre          | 1 - 0 | Independiente del Valle | Modelo Alberto Spencer     | 2 de octubre | 17:30 | GolTV |
| Liga de Quito         | 3 - 1 | Guayaquil City          | Rodrigo Paz Delgado        | 2 de octubre | 20:00 | GolTV |
| Olmedo                | 1 - 4 | Aucas                   | Fernando Guerrero          | 3 de octubre | 14:00 | GolTV |
| Barcelona             | 4 - 0 | Mushuc Runa             | Monumental Banco Pichincha | 3 de octubre | 16:30 | GolTV |
| Técnico Universitario | 1 - 0 | Emelec                  | Bellavista                 | 3 de octubre | 19:00 | GolTV |
| Delfín                | 2 - 1 | Manta                   | Jocay                      | 4 de octubre | 19:00 | GolTV |

| Emelec                  | 1 - 0 | Orense                | Banco del Pacífico-Capwell | 15 de octubre | 19:00 | GolTV |
| Guayaquil City          | 4 - 2 | Olmedo                | Christian Benítez          | 16 de octubre | 15:00 | GolTV |
| Aucas                   | 1 - 2 | Universidad Católica  | Gonzalo Pozo Ripalda       | 16 de octubre | 17:30 | GolTV |
| Macará                  | 2 - 1 | Liga de Quito         | Bellavista                 | 16 de octubre | 20:00 | GolTV |
| Mushuc Runa             | 0 - 1 | Técnico Universitario | Mushuc Runa COAC           | 17 de octubre | 14:00 | GolTV |
| Deportivo Cuenca        | 3 - 1 | 9 de Octubre          | Alejandro Serrano Aguilar  | 17 de octubre | 16:30 | GolTV |
| Delfín                  | 4 - 1 | Barcelona             | Jocay                      | 17 de octubre | 19:00 | GolTV |
| Independiente del Valle | 1 - 1 | Manta                 | Banco Guayaquil            | 18 de octubre | 19:00 | GolTV |

| Técnico Universitario | 1 - 1 | Aucas                   | Bellavista                 | 22 de octubre | 19:00 | GolTV |
| Universidad Católica  | 0 - 1 | Mushuc Runa             | Olímpico Atahualpa         | 23 de octubre | 15:00 | GolTV |
| 9 de Octubre          | 3 - 1 | Orense                  | Modelo Alberto Spencer     | 23 de octubre | 17:30 | GolTV |
| Liga de Quito         | 0 - 2 | Independiente del Valle | Rodrigo Paz Delgado        | 23 de octubre | 20:00 | GolTV |
| Olmedo                | 1 - 3 | Delfín                  | Fernando Guerrero          | 24 de octubre | 13:30 | GolTV |
| Manta                 | 1 - 1 | Guayaquil City          | Jocay                      | 24 de octubre | 16:00 | GolTV |
| Emelec                | 2 - 1 | Barcelona               | Banco del Pacífico-Capwell | 24 de octubre | 18:30 | GolTV |
| Deportivo Cuenca      | 1 - 1 | Macará                  | Alejandro Serrano Aguilar  | 25 de octubre | 19:00 | GolTV |

| Delfín                  | 0 - 2 | Universidad Católica  | Jocay                      | 29 de octubre  | 19:00 | GolTV |
| Orense                  | 0 - 0 | Técnico Universitario | 9 de Mayo                  | 30 de octubre  | 15:00 | GolTV |
| Macará                  | 1 - 2 | Manta                 | Bellavista                 | 30 de octubre  | 17:30 | GolTV |
| Guayaquil City          | 0 - 1 | Emelec                | Christian Benítez          | 30 de octubre  | 20:00 | GolTV |
| Mushuc Runa             | 1 - 0 | Deportivo Cuenca      | Mushuc Runa COAC           | 31 de octubre  | 14:00 | GolTV |
| Independiente del Valle | 5 - 0 | Olmedo                | Banco Guayaquil            | 31 de octubre  | 16:30 | GolTV |
| Aucas                   | 1 - 0 | Liga de Quito         | Gonzalo Pozo Ripalda       | 31 de octubre  | 19:00 | GolTV |
| Barcelona               | 1 - 3 | 9 de Octubre          | Monumental Banco Pichincha | 1 de noviembre | 19:00 | GolTV |

| Emelec                | 2 - 0 | Mushuc Runa             | Banco del Pacífico-Capwell | 5 de noviembre | 19:00 | GolTV |
| Universidad Católica  | 1 - 0 | Orense                  | Olímpico Atahualpa         | 6 de noviembre | 15:00 | GolTV |
| Deportivo Cuenca      | 2 - 1 | Aucas                   | Alejandro Serrano Aguilar  | 6 de noviembre | 17:30 | GolTV |
| Olmedo                | 0 - 2 | Barcelona               | Fernando Guerrero          | 6 de noviembre | 20:00 | GolTV |
| Técnico Universitario | 2 - 0 | Macará                  | Bellavista                 | 7 de noviembre | 14:00 | GolTV |
| Liga de Quito         | 1 - 1 | Delfín                  | Rodrigo Paz Delgado        | 7 de noviembre | 16:30 | GolTV |
| Guayaquil City        | 0 - 2 | Independiente del Valle | Christian Benítez          | 7 de noviembre | 19:00 | GolTV |
| Manta                 | 1 - 3 | 9 de Octubre            | Jocay                      | 8 de noviembre | 19:00 | GolTV |

| Aucas                   | 2 - 4 | Macará               | Gonzalo Pozo Ripalda       | 19 de noviembre | 19:00 | GolTV |
| Barcelona               | 1 - 1 | Universidad Católica | Monumental Banco Pichincha | 20 de noviembre | 20:00 | GolTV |
| 9 de Octubre            | 1 - 0 | Delfín               | Modelo Alberto Spencer     | 20 de noviembre | 20:00 | GolTV |
| Independiente del Valle | 3 - 2 | Emelec               | Banco Guayaquil            | 20 de noviembre | 20:00 | GolTV |
| Mushuc Runa             | 1 - 0 | Guayaquil City       | Mushuc Runa COAC           | 21 de noviembre | 15:30 | GolTV |
| Manta                   | 3 - 0 | Olmedo               | Jocay                      | 21 de noviembre | 15:30 | GolTV |
| Orense                  | 1 - 1 | Liga de Quito        | 9 de Mayo                  | 21 de noviembre | 15:30 | GolTV |
| Técnico Universitario   | 3 - 1 | Deportivo Cuenca     | Bellavista                 | 22 de noviembre | 19:00 | GolTV |

| Liga de Quito        | 1 - 0 | Técnico Universitario   | Rodrigo Paz Delgado        | 26 de noviembre | 19:00 | GolTV |
| Emelec               | 4 - 0 | Manta                   | Banco del Pacífico-Capwell | 27 de noviembre | 20:00 | GolTV |
| Guayaquil City       | 1 - 0 | Aucas                   | Christian Benítez          | 27 de noviembre | 20:00 | GolTV |
| Delfín               | 3 - 0 | Mushuc Runa             | Jocay                      | 27 de noviembre | 20:00 | GolTV |
| Olmedo               | 0 - 2 | Orense                  | Fernando Guerrero          | 27 de noviembre | 20:00 | GolTV |
| Deportivo Cuenca     | 1 - 1 | Independiente del Valle | Alejandro Serrano Aguilar  | 27 de noviembre | 20:00 | GolTV |
| Universidad Católica | 3 - 0 | 9 de Octubre            | Olímpico Atahualpa         | 28 de noviembre | 19:00 | GolTV |
| Macará               | 1 - 1 | Barcelona               | Bellavista                 | 28 de noviembre | 19:00 | GolTV |

## Tabla acumulada

### Clasificación
| Pos. | Equipo                      | Pts. | PJ | G  | E  | P  | GF | GC | Dif. |  |
| ---- | --------------------------- | ---- | -- | -- | -- | -- | -- | -- | ---- |  |
| 1    | Emelec                      | 64   | 30 | 19 | 7  | 4  | 59 | 29 | +30  |  |
| 2    | Independiente del Valle (C) | 61   | 30 | 18 | 7  | 5  | 56 | 27 | +29  |  |
| 3    | Universidad Católica        | 54   | 30 | 15 | 9  | 6  | 54 | 33 | +21  |  |
| 4    | Barcelona                   | 51   | 30 | 15 | 6  | 9  | 51 | 33 | +18  |  |
| 5    | 9 de Octubre                | 50   | 30 | 15 | 5  | 10 | 47 | 38 | +9   |  |
| 6    | Liga de Quito               | 48   | 30 | 12 | 12 | 6  | 49 | 41 | +8   |  |
| 7    | Mushuc Runa                 | 41   | 30 | 11 | 8  | 11 | 41 | 42 | −1   |  |
| 8    | Delfín                      | 40   | 30 | 10 | 10 | 10 | 44 | 45 | −1   |  |
| 9    | Aucas                       | 39   | 30 | 10 | 9  | 11 | 47 | 43 | +4   |  |
| 10   | Macará                      | 36   | 30 | 9  | 9  | 12 | 35 | 46 | −11  |  |
| 11   | Técnico Universitario       | 35   | 30 | 8  | 11 | 11 | 24 | 26 | −2   |  |
| 12   | Deportivo Cuenca            | 32   | 30 | 8  | 8  | 14 | 39 | 42 | −3   |  |
| 13   | Orense                      | 31   | 30 | 7  | 10 | 13 | 28 | 37 | −9   |  |
| 14   | Guayaquil City              | 30   | 30 | 8  | 6  | 16 | 27 | 48 | −21  |  |
| 15   | Manta (D)                   | 28   | 30 | 6  | 10 | 14 | 29 | 46 | −17  |  |
| 16   | Olmedo (D)                  | 10   | 30 | 2  | 7  | 21 | 22 | 76 | −54  |  |

 Fuente: LigaPro
Criterios de clasificación: 1) Puntos; 2) Diferencia de gol; 3) Goles anotados; 4) Goles de visitante; 5) Resultados en partidos directos; 6) Sorteo.
Notas:
1. ↑  Olmedo fue sancionado con la pérdida de 3 puntos debido a un incumplimiento del club al no cancelar deudas pendientes.[37][38]

|  | Clasificados a la fase de grupos de Copa Libertadores 2022.             |
|  | Clasificado a la segunda fase clasificatoria de Copa Libertadores 2022. |
|  | Clasificado a la primera fase clasificatoria de Copa Libertadores 2022. |
|  | Clasificados a la primera fase de Copa Sudamericana 2022.               |
|  | Descendidos a la Serie B 2022.                                          |

### Evolución de la clasificación
| Equipo                  | 01 | 02 | 03 | 04 | 05 | 06 | 07 | 08 | 09 | 10 | 11 | 12 | 13 | 14 | 15 | 16 | 17 | 18 | 19 | 20 | 21 | 22 | 23 | 24 | 25 | 26 | 27 | 28 | 29 | 30 |
| ----------------------- | -- | -- | -- | -- | -- | -- | -- | -- | -- | -- | -- | -- | -- | -- | -- | -- | -- | -- | -- | -- | -- | -- | -- | -- | -- | -- | -- | -- | -- | -- |
| Emelec                  | 1  | 1  | 2  | 2  | 2  | 2  | 2  | 2  | 1  | 1  | 1  | 1  | 1  | 1  | 1  | 1  | 1  | 1  | 1  | 1  | 1  | 1  | 1  | 1  | 1  | 1  | 1  | 1  | 1  | 1  |
| Independiente del Valle | 14 | 15 | 11 | 5  | 4  | 3  | 3  | 5  | 3  | 5  | 3  | 3  | 3  | 3  | 3  | 3  | 3  | 3  | 3  | 3  | 2  | 2  | 2  | 2  | 2  | 2  | 2  | 2  | 2  | 2  |
| Universidad Católica    | 2  | 3  | 6  | 7  | 5  | 5  | 8  | 10 | 8  | 7  | 7  | 7  | 6  | 5  | 4  | 4  | 4  | 4  | 4  | 4  | 4  | 5  | 5  | 5  | 4  | 4  | 3  | 3  | 3  | 3  |
| Barcelona               | 7  | 2  | 1  | 1  | 1  | 1  | 1  | 1  | 2  | 2  | 2  | 2  | 2  | 2  | 2  | 2  | 2  | 2  | 2  | 2  | 3  | 3  | 3  | 3  | 3  | 3  | 4  | 4  | 4  | 4  |
| 9 de Octubre            | 11 | 14 | 14 | 12 | 8  | 12 | 13 | 8  | 10 | 8  | 9  | 10 | 9  | 9  | 8  | 7  | 7  | 7  | 6  | 6  | 6  | 6  | 6  | 6  | 6  | 6  | 5  | 5  | 5  | 5  |
| Liga de Quito           | 3  | 4  | 3  | 3  | 3  | 4  | 5  | 4  | 5  | 4  | 5  | 6  | 7  | 7  | 6  | 6  | 5  | 5  | 5  | 5  | 5  | 4  | 4  | 4  | 5  | 5  | 6  | 6  | 6  | 6  |
| Mushuc Runa             | 13 | 10 | 12 | 6  | 9  | 10 | 6  | 3  | 4  | 3  | 4  | 4  | 4  | 6  | 5  | 5  | 6  | 6  | 7  | 7  | 7  | 7  | 7  | 8  | 9  | 8  | 8  | 8  | 7  | 7  |
| Delfín                  | 8  | 6  | 9  | 9  | 13 | 11 | 12 | 9  | 7  | 9  | 10 | 8  | 8  | 8  | 10 | 10 | 10 | 10 | 11 | 11 | 10 | 10 | 10 | 9  | 7  | 7  | 9  | 9  | 9  | 8  |
| Aucas                   | 4  | 7  | 7  | 10 | 10 | 6  | 9  | 11 | 11 | 12 | 13 | 11 | 10 | 10 | 9  | 9  | 9  | 9  | 9  | 9  | 9  | 8  | 8  | 7  | 8  | 9  | 7  | 7  | 8  | 9  |
| Macará                  | 12 | 9  | 4  | 4  | 6  | 7  | 4  | 6  | 6  | 6  | 6  | 5  | 5  | 4  | 7  | 8  | 8  | 8  | 8  | 8  | 8  | 9  | 9  | 10 | 10 | 10 | 10 | 11 | 11 | 10 |
| Técnico Universitario   | 10 | 16 | 15 | 15 | 15 | 14 | 10 | 12 | 12 | 13 | 12 | 13 | 12 | 13 | 13 | 13 | 14 | 12 | 13 | 13 | 13 | 14 | 14 | 13 | 12 | 12 | 11 | 10 | 10 | 11 |
| Deportivo Cuenca        | 15 | 8  | 10 | 11 | 7  | 8  | 7  | 7  | 9  | 10 | 11 | 12 | 13 | 12 | 11 | 11 | 11 | 11 | 10 | 10 | 12 | 13 | 11 | 12 | 11 | 11 | 12 | 12 | 12 | 12 |
| Orense                  | 6  | 5  | 5  | 8  | 11 | 15 | 15 | 15 | 16 | 16 | 16 | 14 | 14 | 14 | 14 | 15 | 15 | 15 | 14 | 14 | 14 | 12 | 12 | 11 | 13 | 14 | 13 | 13 | 13 | 13 |
| Guayaquil City          | 5  | 11 | 13 | 14 | 14 | 13 | 14 | 14 | 14 | 14 | 15 | 16 | 16 | 16 | 15 | 14 | 13 | 14 | 12 | 12 | 11 | 11 | 13 | 14 | 14 | 13 | 14 | 14 | 15 | 14 |
| Manta                   | 9  | 12 | 8  | 13 | 12 | 9  | 11 | 13 | 13 | 11 | 8  | 9  | 11 | 11 | 12 | 12 | 12 | 13 | 15 | 15 | 15 | 15 | 15 | 15 | 15 | 15 | 15 | 15 | 14 | 15 |
| Olmedo                  | 16 | 13 | 16 | 16 | 16 | 16 | 16 | 16 | 15 | 15 | 14 | 15 | 15 | 15 | 16 | 16 | 16 | 16 | 16 | 16 | 16 | 16 | 16 | 16 | 16 | 16 | 16 | 16 | 16 | 16 |

| 1. 2. 3. 4. 5. |

### Tabla de resultados cruzados
| Local \ Visitante       | 9OC | AUC | BSC | DEL | CUE | EME | GCY | IDV | LDQ | MAC | MAN | MSR | OLM | ORE | TEC | UCT |
| ----------------------- | --- | --- | --- | --- | --- | --- | --- | --- | --- | --- | --- | --- | --- | --- | --- | --- |
| 9 de Octubre            | —   | 1–3 | 0–1 | 1–0 | 2–1 | 2–2 | 4–0 | 1–0 | 4–1 | 1–1 | 2–0 | 1–2 | 2–0 | 3–1 | 0–1 | 1–0 |
| Aucas                   | 1–1 | —   | 1–0 | 3–3 | 2–0 | 2–3 | 3–0 | 3–4 | 1–0 | 2–4 | 3–0 | 1–1 | 1–3 | 0–0 | 0–2 | 1–2 |
| Barcelona               | 1–3 | 3–0 | —   | 2–1 | 3–2 | 1–1 | 2–1 | 2–2 | 0–2 | 3–0 | 2–0 | 4–0 | 4–0 | 2–0 | 3–0 | 1–1 |
| Delfín                  | 2–2 | 1–2 | 4–1 | —   | 1–1 | 1–2 | 1–1 | 0–0 | 1–1 | 2–0 | 2–1 | 3–0 | 2–4 | 1–1 | 1–1 | 0–2 |
| Deportivo Cuenca        | 3–1 | 2–1 | 1–0 | 2–3 | —   | 0–1 | 3–0 | 1–1 | 2–2 | 1–1 | 1–0 | 1–2 | 5–0 | 1–0 | 1–0 | 0–1 |
| Emelec                  | 0–1 | 2–2 | 2–1 | 1–0 | 4–1 | —   | 1–0 | 0–0 | 1–1 | 3–0 | 4–0 | 2–0 | 4–0 | 1–0 | 2–0 | 2–2 |
| Guayaquil City          | 0–1 | 1–0 | 0–3 | 2–1 | 2–1 | 0–1 | —   | 0–2 | 2–2 | 3–1 | 0–3 | 0–0 | 4–2 | 4–1 | 1–0 | 1–2 |
| Independiente del Valle | 2–1 | 1–0 | 1–0 | 2–0 | 0–0 | 3–2 | 3–0 | —   | 3–1 | 4–0 | 1–1 | 2–0 | 5–0 | 3–2 | 1–1 | 2–3 |
| Liga de Quito           | 4–2 | 1–3 | 2–2 | 1–1 | 3–3 | 3–2 | 3–1 | 0–2 | —   | 2–1 | 1–0 | 0–0 | 4–0 | 2–1 | 1–0 | 2–1 |
| Macará                  | 3–2 | 1–0 | 1–1 | 2–3 | 1–0 | 1–1 | 0–2 | 3–1 | 2–1 | —   | 1–2 | 1–1 | 3–2 | 1–0 | 1–1 | 1–2 |
| Manta                   | 1–3 | 1–1 | 2–3 | 1–2 | 1–0 | 0–4 | 1–1 | 2–1 | 2–2 | 1–1 | —   | 0–0 | 3–0 | 0–0 | 0–2 | 0–1 |
| Mushuc Runa             | 1–2 | 1–3 | 2–2 | 6–1 | 1–0 | 1–2 | 1–0 | 0–2 | 1–3 | 0–0 | 4–2 | —   | 4–0 | 0–0 | 0–1 | 2–6 |
| Olmedo                  | 1–2 | 1–4 | 0–2 | 1–3 | 2–2 | 2–3 | 0–0 | 1–3 | 0–0 | 0–2 | 1–1 | 2–5 | —   | 0–2 | 0–0 | 0–3 |
| Orense                  | 3–1 | 2–2 | 1–0 | 2–2 | 1–1 | 2–3 | 2–0 | 2–0 | 1–1 | 2–1 | 0–1 | 0–2 | 0–0 | —   | 0–0 | 0–3 |
| Técnico Universitario   | 0–0 | 1–1 | 1–2 | 0–1 | 3–1 | 1–0 | 3–0 | 0–2 | 0–1 | 2–0 | 0–0 | 1–3 | 0–0 | 1–2 | —   | 1–1 |
| Universidad Católica    | 3–0 | 1–1 | 2–0 | 0–1 | 3–2 | 2–3 | 1–1 | 1–3 | 2–2 | 1–1 | 3–3 | 0–1 | 3–0 | 1–0 | 1–1 | —   |

## Tercera etapa

### Final
| Equipo                  | Método de clasificación     |
| ----------------------- | --------------------------- |
| Club Sport Emelec       | Ganador de la Primera etapa |
| Independiente del Valle | Ganador de la Segunda etapa |

- Los horarios corresponden a la hora de Ecuador (UTC-5).

#### Ida
| 5 de diciembre, 20:00 | Independiente del Valle              | 3:1 (1:0)                                         | Emelec                 | Estadio Banco Guayaquil, Sangolquí                                       |                                                                          |
| | Sornoza 22', 53' (pen.) · Bauman 74' | LigaPro Reporte Ecuagol Reporte Soccerway Reporte | Rodríguez 90+9' (pen.) | Asistencia: 4696 espectadores Árbitro(s): Luis Quiroz VAR: Érick Miranda | Asistencia: 4696 espectadores Árbitro(s): Luis Quiroz VAR: Érick Miranda |
| El partido estaba programado para las 19:00; sin embargo, se reprogramó para las 20:00 debido al estado del campo de juego como consecuencia de la fuerte lluvia. |                                      |                                                   |                        |                                                                          |                                                                          |

#### Vuelta
| 12 de diciembre, 19:00 | Emelec       | 1:1 (1:1) (Global 2:4)                            | Independiente del Valle | Estadio Banco del Pacífico-Capwell, Guayaquil |                                             |
| | Arroyo 45+8' | LigaPro Reporte Ecuagol Reporte Soccerway Reporte | Schunke 8'              | Árbitro(s): Augusto Aragón VAR: César Ramos   | Árbitro(s): Augusto Aragón VAR: César Ramos |
| El inicio del segundo tiempo estuvo demorado 45 minutos debido al estado del campo de juego como consecuencia de la fuerte lluvia. |              |                                                   |                         |                                               |                                             |

- Independiente del Valle ganó 4 - 2 en el marcador global.

|                                             |
|                                             |
| Campeón Independiente del Valle 1.er título |

## Clasificación a torneos Conmebol

### Copa Libertadores 2022
| Equipo                  | Clasificado como | Método de clasificación               |
| ----------------------- | ---------------- | ------------------------------------- |
| Independiente del Valle | Ecuador 1        | Campeón de la LigaPro Betcris 2021    |
| Emelec                  | Ecuador 2        | Subcampeón de la LigaPro Betcris 2021 |
| Universidad Católica    | Ecuador 3        | 3.° puesto de la Tabla acumulada      |
| Barcelona               | Ecuador 4        | 4.° puesto de la Tabla acumulada      |
|                         |                  |                                       |

### Copa Sudamericana 2022
| Equipo        | Clasificado como | Método de clasificación          |
| ------------- | ---------------- | -------------------------------- |
| 9 de Octubre  | Ecuador 1        | 5.° puesto de la Tabla acumulada |
| Liga de Quito | Ecuador 2        | 6.° puesto de la Tabla acumulada |
| Mushuc Runa   | Ecuador 3        | 7.° puesto de la Tabla acumulada |
| Delfín        | Ecuador 4        | 8.° puesto de la Tabla acumulada |
|               |                  |                                  |

## Goleadores
| Pos. | Jugador                | Equipo                  | Goles | Partidos | Promedio | Penalti |
| ---- | ---------------------- | ----------------------- | ----- | -------- | -------- | ------- |
| 1    | Jonatan Bauman         | Independiente del Valle | 26    | 31       | 0.84     | 5       |
| 2    | Jhon Cifuente          | Delfín                  | 17    | 28       | 0.61     | 3       |
| 3    | Lisandro Alzugaray     | Universidad Católica    | 15    | 25       | 0.60     | 3       |
| 4    | Diego Dorregaray       | Deportivo Cuenca        | 14    | 27       | 0.520    | 3       |
| 5    | Francisco Fydriszewski | Aucas                   | 12    | 26       | 0.46     | 1       |
| 6    | José Fajardo           | 9 de Octubre            | 12    | 27       | 0.44     | 0       |
| 7    | Jhonny Quiñónez        | Aucas                   | 10    | 19       | 0.53     | 1       |
| 8    | José Angulo            | Independiente del Valle | 10    | 22       | 0.45     | 1       |
| 9    | Facundo Barceló        | Emelec                  | 10    | 27       | 0.37     | 1       |
| 10   | Joao Rojas             | Emelec                  | 10    | 28       | 0.36     | 0       |

### Tripletes o más
| Fecha      | Jugador            | Goles                 | Local                   | Resultado | Visitante            |
| ---------- | ------------------ | --------------------- | ----------------------- | --------- | -------------------- |
| 14/03/2021 | Jonatan Bauman     | 0' · 0' · 0'          | Mushuc Runa             | 4 - 2     | Manta                |
| 14/04/2021 | Alejandro Cabeza   | 0' · 0' · 0'          | Universidad Católica    | 2 - 3     | Emelec               |
| 09/05/2021 | Edder Farías       | 0' · 0' · 0'          | Mushuc Runa             | 2 - 6     | Universidad Católica |
| 09/05/2021 | Jaime Ayoví        | 0' · 0' · 0'          | Delfín Sporting Club    | 2 - 4     | Olmedo               |
| 10/07/2021 | Lisandro Alzugaray | 70' · 72' · 90+1'     | Independiente del Valle | 2 - 3     | Universidad Católica |
| 17/07/2021 | Miguel Murillo     | 30' · 34' · 39' · 67' | Mushuc Runa             | 6 - 1     | Delfín Sporting Club |
| 31/10/2021 | Jonatan Bauman     | 16' · 53' · 69'       | Independiente del Valle | 5 - 0     | Olmedo               |
| 22/11/2021 | Rodrigo Rivas      | 36' · 44' · 68'       | Técnico Universitario   | 3 - 1     | Deportivo Cuenca     |

### Autogoles
| Fecha      | Jugador           | Autogoles | Local            | Resultado | Visitante               |
| ---------- | ----------------- | --------- | ---------------- | --------- | ----------------------- |
| 20/2/2021  | Marco Carrasco    | 90+3'     | Mushuc Runa      | 1 - 3     | Aucas                   |
| 27/2/2021  | Richard Mina      | 90+3'     | Aucas            | 2 - 3     | Emelec                  |
| 17/4/2021  | Byron Castillo    | 90+3'     | Mushuc Runa      | 2 - 2     | Barcelona               |
| 09/5/2021  | Ricardo Adé       | 90+3'     | Mushuc Runa      | 2 - 6     | Universidad Católica    |
| 21/5/2021  | Alexander Mendoza | 27'       | 9 de Octubre     | 2 - 0     | Manta                   |
| 23/10/2021 | Darwin Torres     | 28'       | 9 de Octubre     | 3 - 1     | Orense                  |
| 25/10/2021 | Joao Quiñónez     | 22'       | Deportivo Cuenca | 1 - 1     | Macará                  |
| 21/11/2021 | Jean Humanante    | 50'       | Mushuc Runa      | 1 - 0     | Guayaquil City          |
| 27/11/2021 | Jean Peña         | 66'       | Deportivo Cuenca | 1 - 1     | Independiente del Valle |

## Máximos asistentes
| Jugador               | Equipo                  | Asistencias | PJ |
| --------------------- | ----------------------- | ----------- | -- |
| 1. Víctor Figueroa    | Aucas                   | 10          | 27 |
| 2. Danny Luna         | 9 de Octubre            | 8           | 30 |
| 3. Jhojan Julio       | Liga de Quito           | 7           | 24 |
| 4. Janner Corozo      | Delfín                  | 7           | 29 |
| 5. Jonatan Bauman     | Independiente del Valle | 7           | 31 |
| 6. Joaquín Susvielles | Delfín                  | 6           | 22 |
| 7. Damián Díaz        | Barcelona               | 6           | 23 |
| 8. Danny Cabezas      | 9 de Octubre            | 6           | 27 |
| 9. Luis Chicaiza      | Deportivo Cuenca        | 6           | 29 |
| 10. Lucas Mancinelli  | Deportivo Cuenca        | 5           | 15 |

## Estadísticas

### Galardones mensuales
La Liga Profesional de Fútbol entregó unos premios mensuales a los mejores jugadores, a través de uno de sus patrocinadores, Marathon Sports.
| Mes  | Jugador del mes     | Equipo                     | Ref.   |
| ---- | ------------------- | -------------------------- | ------ |
| Mar. | Damián Díaz         | Barcelona Sporting Club    | [ 69 ] |
| Abr. | Sebastián Rodríguez | Club Sport Emelec          | [ 70 ] |
| May. | Jaime Ayoví         | Centro Deportivo Olmedo    | [ 71 ] |
| Jul. | Danny Cabezas       | 9 de Octubre Fútbol Club   | [ 72 ] |
| Ago. | Máximo Banguera     | Guayaquil City Fútbol Club | [ 73 ] |
| Sep. | Joao Rojas          | Club Sport Emelec          | [ 74 ] |
| Oct. | Joao Rojas          | Club Sport Emelec          | [ 75 ] |
| Nov. | Jonatan Bauman      | Independiente del Valle    | [ 76 ] |

### Equipo Ideal
Al final de la temporada se anunció al conjunto de jugadores más destacados.
| Pos.           | Jugador             | Equipo                  |
| -------------- | ------------------- | ----------------------- |
| Guardameta     | Pedro Ortiz         | Emelec                  |
| Defensa        | Romario Caicedo     | Emelec                  |
| Defensa        | Richard Schunke     | Independiente del Valle |
| Defensa        | Luca Sosa           | Emelec                  |
| Defensa        | Jhoanner Chávez     | Independiente del Valle |
| Centrocampista | Lorenzo Faravelli   | Independiente del Valle |
| Centrocampista | Sebastián Rodríguez | Emelec                  |
| Centrocampista | Danny Cabezas       | 9 de Octubre            |
| Centrocampista | Víctor Figueroa     | Aucas                   |
| Centrocampista | Joao Rojas          | Emelec                  |
| Delantero      | Jonatan Bauman      | Independiente del Valle |

### Récords
- Primer gol de la temporada: Fecha 1, Adolfo Muñoz en el Liga Deportiva Universitaria 4-2 9 de Octubre F. C. (19 de febrero de 2021).
- Gol número 100 de la temporada: Fecha 5, Lorenzo Faravelli en el Independiente del Valle 2-0 Delfín S. C. (20 de marzo de 2021).
- Último gol de la temporada: Final, Dixon Arroyo en el Emelec 1-1 Independiente del Valle (12 de diciembre de 2021)
- Gol más tempranero: 17 segundos, Jacobo Kouffati, en el Mushuc Runa S. C. 2-2 Barcelona S. C. (16 de abril de 2021) Fecha 8.
- Gol más tardío: 96 minutos, Leonel Quiñónez, en el Barcelona S. C. 2-1 Delfín S. C. (1 de mayo de 2021) Fecha 10.
- Mayor número de goles marcados en un partido:  8 goles, en el Mushuc Runa S. C. 2-6 Universidad Católica (9 de mayo de 2021) Fecha 11.
- Partido con más penaltis a favor de un equipo:
- Partido con más espectadores: 0 espectadores por la pandemia de COVID-19.
- Partido con menos espectadores: 0 espectadores por la pandemia de COVID-19.
- Mayor victoria local: Mushuc Runa 6-1 Delfín (fecha 15)
- Mayor victoria visitante: Manta 0-4 Emelec (fecha 15) y Mushuc Runa 2-6 Universidad Católica (fecha 11)

### Rachas
- Mayor racha ganadora: Barcelona (fecha 1-4 y fecha 15-18) e Independiente del Valle (fecha 16-19) con 4 partidos
- Mayor racha invicta:  Emelec con 16 partidos (fecha 6-21)
- Mayor racha marcando: Delfín con 14 partidos (fecha 6-20)
- Mayor racha empatando: Liga Deportiva Universitaria con 4 partidos (fecha 4-7)
- Mayor racha imbatido: Mushuc Runa con 4 partidos (fecha 5-8)
- Mayor racha perdiendo: Orense con 7 partidos (fecha 4-10)
- Mayor racha sin ganar: Olmedo con 19 partidos (fecha 12-30)
- Mayor racha sin marcar: Guayaquil City con 6 partidos (fecha 10-15)

### Disciplina
- Equipo con más tarjetas amarillas: Manta con 98 tarjetas amarillas
- Jugador con más tarjetas amarillas: Gregori Anangonó de Universidad Católica con 13 tarjetas amarillas
- Equipo con más tarjetas rojas: Olmedo, Deportivo Cuenca, Macará y Guayaquil City con 9 tarjetas rojas
- Jugador con más tarjetas rojas: Jerry León de Olmedo con 4 tarjetas rojas
- Equipo con más faltas recibidas: Olmedo con 564 faltas recibidas
- Jugador con más faltas recibidas:
- Equipo con más faltas cometidas: Manta con 568 faltas cometidas
- Jugador con más faltas cometidas:
- Equipo con más fueras de juego en contra: